# سوندر هولست إنجر
سوندر هولست إنجر (بالنرويجية: Sondre Holst Enger)‏ (و. 1993  م) هو راكب دراجة هوائية نرويجي، ولد في هورتن، شارك في طواف فرنسا.

## سجل الفوز

### سباقات أو مراحل فاز بها
| التاريخ       | السباق                                                                    | المركز                                                                    |
| ------------- | ------------------------------------------------------------------------- | ------------------------------------------------------------------------- |
| 06 مايو 2012  | رينجيريك جراند بريكس 2012                                                 | الثالث في التصنيف العام                                                   |
| 01 يناير 2013 | 2013 سباق الطريق لأقل من 23 سنة في بطولة العالم لسباق الدراجات على الطريق |                                                                           |
| 04 مايو 2013  | سوندفولدن جراند بريكس 2013                                                | السادس في التصنيف العام                                                   |
| 05 مايو 2013  | رينجيريك جراند بريكس 2013                                                 | الثالث في التصنيف العام                                                   |
| 19 مايو 2013  | طواف النرويج 2013                                                         | الأول في تصنيف أفضل شاب، الثالث في التصنيف العام، الثالث في تصنيف النقاط  |
| 09 يونيو 2013 | 2013 Coupe des Nations Ville Saguenay                                     | الفائز في التصنيف العام                                                   |
| 01 يونيو 2014 | طواف ديف يغد 2014                                                         | الثالث في تصنيف أفضل شاب، الثالث في تصنيف النقاط، الخامس في التصنيف العام |
| 23 أغسطس 2015 | طواف فاتينفول 2015                                                        | المرتبة 20 في التصنيف العام                                               |
| 15 مايو 2016  | تور دي بيكاردي 2016                                                       | الثاني في التصنيف العام                                                   |
| 22 مايو 2016  | طواف النرويج 2016                                                         | الأول في تصنيف النقاط، الثالث في التصنيف العام                            |
| 21 أغسطس 2016 | أوروآيز الكلاسيكي 2016                                                    | الثامن في التصنيف العام                                                   |
| 01 يناير 2018 | فينيندال فينيندال كلاسيك 2018                                             |                                                                           |
| 20 مايو 2018  | طواف النرويج 2018                                                         | الأول في تصنيف النقاط                                                     |

## روابط خارجية
- سوندر هولست إنجر على موقع الاتحاد الدولي للدراجات (الإنجليزية)
- سوندر هولست إنجر على موقع أرشيف الدراجات (الإنجليزية)
- سوندر هولست إنجر على موقع إحصائيات الدراجات الإحترافية (الإنجليزية)
- سوندر هولست إنجر على موقع نسبة الدراجات (الإنجليزية)
- سوندر هولست إنجر على موقع CycleBase (الإنجليزية)